# Orgel der Kathedrale von Mariana

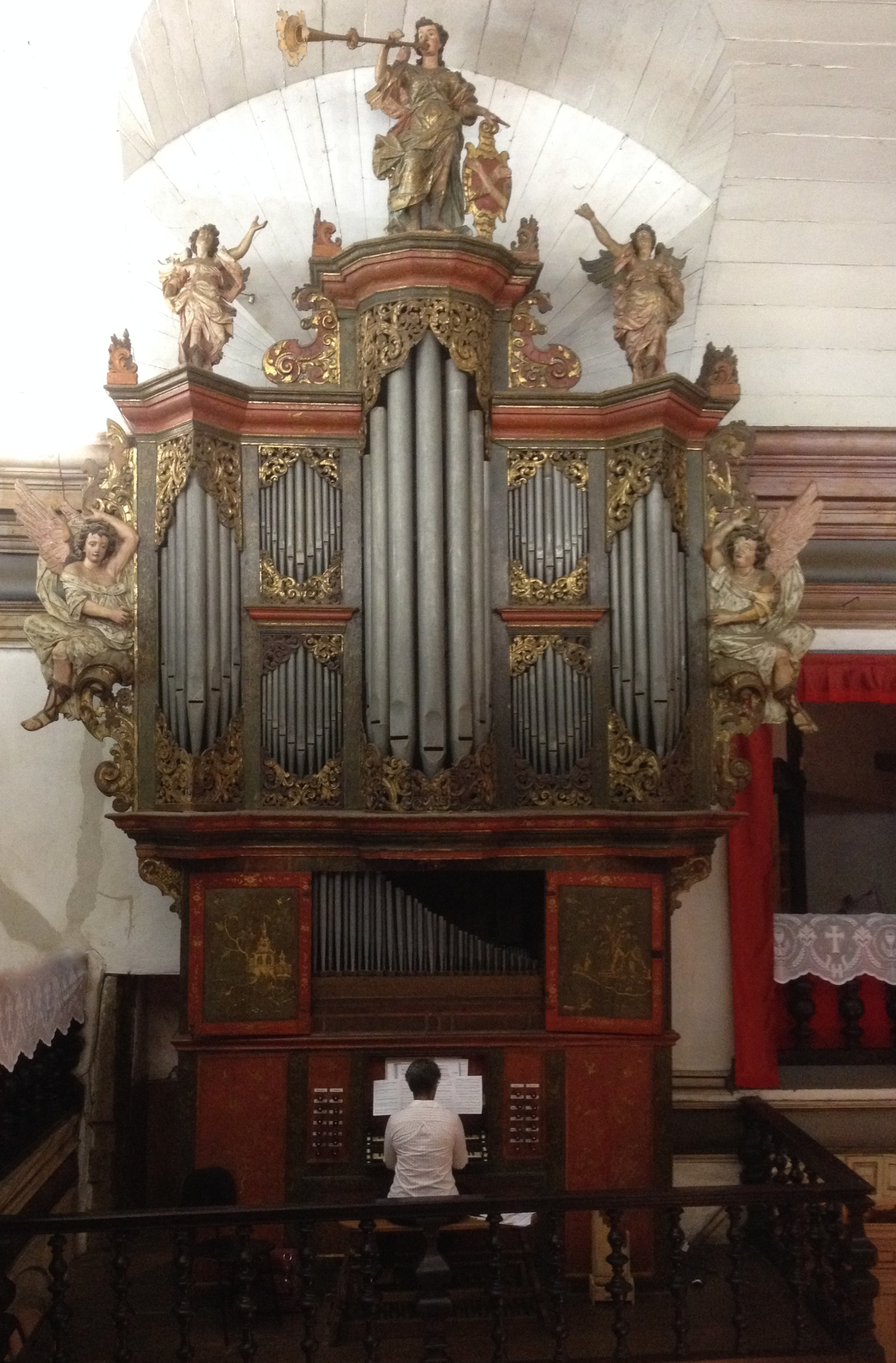
Frontale Ansicht der Orgel

Die Orgel der Kathedrale von Mariana in Brasilien wurde um 1712 von Arp Schnitger gebaut. Das Instrument stand ursprünglich in Lissabon und wurde dort von Schnitgers Schüler Johann Hinrich (H)ulenkampf aufgestellt. Durch Schenkung gelangte die Orgel im Jahr 1752 nach Brasilien, wo das Gehäuse und 14 Register ganz und zwei teilweise erhalten blieben und in der Kathedrale von Mariana installiert sind. Insgesamt verfügt die Orgel über 19 Register, die auf zwei Manuale verteilt sind.

## Baugeschichte

### Neubau durch Schnitger
Im Jahr 1854 veröffentlichte der Schnitgerbiograf Siwert Meijer anhand der originalen Aufzeichnungen Schnitgers, dass dieser im Jahr 1701 zwei Orgeln mit je zwölf Registern nach Portugal exportiert habe: „Zwei neue Orgeln gemacht, jede mit 12 Registern, 2 Manualen und einem Balg. Diese beiden Werke wurden nach Portugal geliefert.“ Ob sich diese Angabe auf den Bau der Orgel in Mariana bezieht, ist fraglich. Hingegen ist die Tätigkeit von Schnitgers Mitarbeiter Ulenkampf (Joâo Henriques Hulencampo) in Portugal gesichert, mit dem in Lissabon drei Verträge geschlossen wurden. Ab 1711 wirkte er in Lissabon, wo 1725 ein Neubau für die Carmel-Kirche entstand.
Zwar ist nicht gesichert, für welche Lissaboner Kirche Schnitger und/oder Ulenkampf die Orgel baute und welche Orgel verkauft wurde. Doch weist ein Emblem mit gekreuzten Armen auf einem Schild auf eine Franziskanerkirche hin. Wie beim Schwesterinstrument in Faro sind Hauptwerk und Brustwerk in einem Gehäuse untergebracht. Dies ist nur etwas breiter als das Untergehäuse. Der polygonale, überhöhte Mittelturm wird von zwei Spitztürmen flankiert. Zweigeschossige Flachfelder, die durch eine profilierte Kämpferleiste gegliedert werden, vermitteln zwischen den Türmen. An den seitlichen Blindflügeln mit geschwungenen Akanthusranken und Voluten sind zwei große Engelfiguren angebracht. Drei weitere Engel bekrönen die Pfeifentürme, der mittlere bläst Trompete. Die Gestaltung mit großen Figuren ist kennzeichnend für den Stil der Hamburger Stadtorgeln, während die Landorgeln in der Regel nur bekrönendes Schnitzwerk oder ausgesägte Flachreliefs aufweisen.

### Spätere Arbeiten
Aufgrund einer Schenkung für die neu gegründete Diözese Mariana wurde die Orgel 1752 zerlegt und in 18 Kisten nach Rio de Janeiro verschifft. Nach der Ankunft in der Hafenstadt am 16. Oktober 1752 erreichten die Kisten über den mühsamen Landweg am 22. November 1752 das mehr als 400 Kilometer entfernte im Hochland von Minas Gerais gelegene Mariana, ein Zentrum der reichen Goldfunde. Der Aufbau der Orgel wurde wahrscheinlich am 15. August 1753 fertiggestellt und in diesem Zuge die Quintade 16′ durch eine Flöte 4′ ersetzt. Durch die Überführung entging das Instrument dem Erdbeben von Lissabon 1755. Ähnlich wie beim Instrument in Faro erhielt die Orgel eine Bemalung mit Chinoiserien, die spätestens bei der Aufstellung in Mariana ausgeführt wurde.
Im 19. Jahrhundert wurden Veränderungen vorgenommen. So wurden die Zungenregister entfernt, der Keilbalg durch einen Magazinbalg ersetzt und neue Klaviaturen eingebaut. In der Folge verfiel das Instrument zusehends und war über Jahrzehnte unspielbar.

### Restaurierungen
Nachdem mehrere europäische Organisten das Instrument kennengelernt und auf den besonderen Wert hingewiesen hatten, wurde es in den Jahren 1977 bis 1984 von Rudolf von Beckerath Orgelbau restauriert. Die Restaurierung wurde nicht nach historischen Maßstäben durchgeführt. Die Orgel erhielt neue Klaviaturen und ein modernes Pedal. Die fehlenden Zungenregister wurden ersetzt, die ursprüngliche Disposition aber nicht wiederhergestellt. Auch wurde der höhere Chorton zugrunde gelegt, auf den die Orgel im Originalzustand gar nicht gestimmt war, und deshalb sogar originales Pfeifenwerk abgeschnitten.
Eine zweite Restaurierung führte im Jahr 2001 Bernhardt Edskes durch, die sich konsequent am Zustand von 1753 orientierte. Die Maßnahmen der ersten Restaurierung wurden rückgängig gemacht, die verkürzten Pfeifen angelängt und die verlorenen Register und Pfeifen in den alten Mensuren rekonstruiert. Edskes restaurierte das Gehäuse und schuf eine neue Windanlage mit drei Keilbälgen in der Machart Schnitgers. Die erhaltenen Manualklaviaturen kamen in restaurierter Form wieder zum Einsatz, die Pedalklaviatur und die Spiel- und Registertraktur wurden rekonstruiert. Durch die Restaurierung wurde die Herkunft aus Schnitgers Hamburger Werkstatt bestätigt.

## Disposition seit 1753
| I Hauptwerk CDEFGA–c3 |      |     |  |
| Principal             | 08′  | S   |  |
| Quintade              | 16′0 | S/U |  |
| Gedackt               | 08′  | S/E |  |
| Octave                | 04′  | S   |  |
| Flöte                 | 04′  | U   |  |
| Quinta                | 03′  | S   |  |
| Superoctave           | 02′  | S   |  |
| Sesquialtera II0      |      | S   |  |
| Mixtur IV–V           |      | S   |  |
| Fagott                | 16′  | E   |  |
| Trompete B/D          | 08′  | E   |  |

| II Brustwerk CDEFGA–c3 |       |   |
| Gedackt                | 08′0  | S |
| Gedacktflöte           | 04′   | S |
| Octave                 | 02′   | S |
| Spitzflöte D           | 02′   | S |
| Quinte                 | 1 ⁄3′ | S |
| Sifflet                | 01′   | S |
| Sesquialtera II B/D0   |       | S |
| Dulcian B/D            | 08′   | S |

| Pedal CDEFGA–d1 |
| angehängt       |

- Koppeln: Schiebekoppel II/I (S)
- Tremulant (E)

Anmerkungen
S = Schnitger um (1712)
U = unbekannt, bei Aufstellung in Mariana (1752)
E = Edskes (2001)

## Technische Daten
- 19 Register, 25 Pfeifenreihen.
- Windversorgung: 3 Keilbälge (Edskes)

  - Winddruck: 71 mmWS
- Windladen mit Bass/Diskant-Teilung (Schnitger)
- Traktur (Schnitger):
  - Klaviaturen: Manuale (Schnitger), Pedal (Edskes)
  - Tontraktur: Mechanisch
  - Registertraktur: Mechanisch
- Stimmung:
  - modifiziert mitteltönige Stimmung
  - Tonhöhe: a1 = 440 Hz